# Rubén Olivares
Rubén Olivares Avila (* 14. Januar 1947 in Mexiko-Stadt, Mexiko) ist ein ehemaliger mexikanischer Profiboxer. Er war von 1965 bis 1981 aktiv und zählte zu den besten Boxern der späten 1960er und 1970er Jahre. Er war von August 1969 bis Oktober 1970 und erneut von April 1971 bis März 1972 Weltmeister im Bantamgewicht (WBA und WBC) sowie von Juli 1974 bis November 1974 und von Juni 1975 bis September 1975 Weltmeister im Federgewicht (WBA und WBC).
Olivares gilt aufgrund seiner Erfolge, seines oft kampfentscheidenden linken Hakens und seiner KO-Quote von 75,24 % als einer der bekanntesten mexikanischen Boxer der Sportgeschichte. 1991 fand er Aufnahme in die International Boxing Hall of Fame. 1994 wählte ihn das Ring Magazine hinter Carlos Zárate und Éder Jofre auf Platz 3 der besten Bantamgewichtsboxer aller Zeiten. In einer 2003 vom Ring Magazine veröffentlichten Liste der schlagstärksten Boxer aller Zeiten belegte er Platz 12.

## Boxkarriere
Rubén Olivares begann im Alter von 15 Jahren im Jordan Gym in Mexiko-Stadt mit dem Boxsport und wurde von Manuel „Chilero“ Carrillo trainiert. Sein Profidebüt gab er am 4. Januar 1965. Sein Manager wurde Arturo „Cuyo“ Hernández. Er blieb bis 1970 in 62 Kämpfen ungeschlagen und gewann dabei 58 Kämpfe vorzeitig. Er besiegte dabei unter anderem im März 1968 Salvatore Burruni und im Mai 1969 Takao Sakurai.

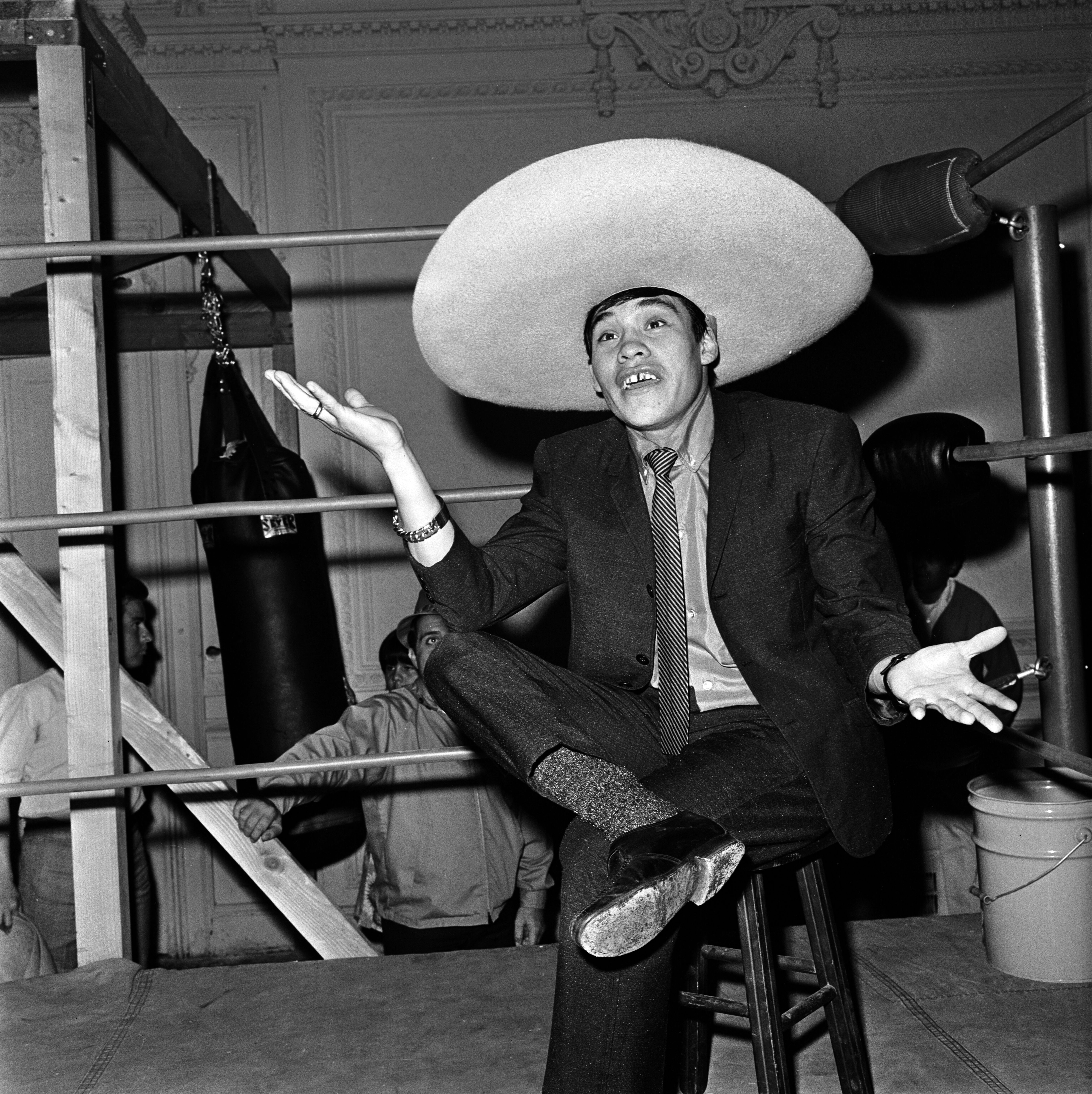
Rubén Olivares (1968)

Am 22. August 1969 besiegte er im The Forum von Inglewood den australischen WBA- und WBC-Titelträger Lionel Rose durch KO in der fünften Runde und wurde damit neuer Weltmeister dieser Verbände im Bantamgewicht. Die Titel verteidigte er im Dezember 1969 im The Forum durch TKO in der zweiten Runde gegen den Briten Alan Rudkin, welcher im März 1969 ebenfalls WM-Herausforderer von Lionel Rose gewesen war. Seine zweite Titelverteidigung gewann er im April 1970 im The Forum durch einstimmige Entscheidung nach 15 Runden gegen Chucho Castillo. Den Rückkampf, und damit auch seine WM-Titel, verlor er am 16. Oktober 1970 im The Forum durch TKO in der 14. Runde, nachdem Olivares den Kampf aufgrund einer in der ersten Runde erlittenen Cutverletzung über dem linken Auge aufgeben musste. Zu diesem Zeitpunkt hatten zwei der drei Punktrichter den Kampf unentschieden und der dritte den Kampf mit einem Punkt Vorsprung für Castillo gewertet.
Im dritten Aufeinandertreffen mit Castillo am 2. April 1971, wiederum im The Forum, erkämpfte sich Olivares die Titel durch einen einstimmigen Punktsieg über 15 Runden zurück. Im Juli 1971 besiegte er in einem Nichttitelkampf Efren Torres durch TKO in der vierten Runde, ehe er bis Jahresende seine Titel noch jeweils vorzeitig gegen den Japaner Kazuyoshi Kanazawa und seinen Landsmann Jesús Pimentel verteidigen konnte. In seiner dritten Titelverteidigung am 19. März 1972 im Toreo de Cuatro Caminos von Mexiko-Stadt verlor er durch KO in der achten Runde gegen Rafael Herrera und verlor auch den Rückkampf am 14. November 1972 im The Forum durch Mehrheitsentscheidung nach Punkten.
Olivares, dem es immer schwerer fiel, das Gewichtslimit einzuhalten, wechselte im Anschluss in das Federgewicht und besiegte in seinem erst zweiten Kampf in dieser Gewichtsklasse den bis dahin ungeschlagenen Bobby Chacon durch TKO in der neunten Runde, wodurch er Nordamerikanischer Meister der NABF wurde. Im September 1973 unterlag Olivares durch KO in der fünften Runde gegen den Kanadier Art Hafey, gewann jedoch den Rückkampf am 4. März 1974 nach Punkten.
Am 9. Juli 1974 gewann er im The Forum den vakanten, von Ernesto Marcel niedergelegten WBA-Weltmeistergürtel im Federgewicht, nachdem er den Japaner Zensuke Utagawa durch KO in der siebenten Runde besiegt hatte. Den Titel verlor er dann in der ersten Verteidigung am 23. November 1974 durch KO in der 13. Runde an Alexis Argüello.
Den WBC-Weltmeistertitel im Federgewicht gewann er am 20. Juni 1975 im The Forum durch TKO in der zweiten Runde gegen seinen alten Rivalen Bobby Chacon, verlor jedoch auch diesmal seine erste Titelverteidigung am 20. September 1975 durch eine knappe Punktniederlage gegen David Kotey. In seinem nächsten Kampf am 4. Dezember 1975 verlor er zudem durch KO in der siebenten Runde gegen Danny Lopez. Im August 1977 verlor er auch nach Punkten gegen Bobby Chacon.
Durch sechs anschließende Siege, darunter gegen José Luis Ramírez und Shig Fukuyama, erhielt er nochmals eine WM-Chance um den WBA-Titel im Federgewicht, verlor den Kampf jedoch am 21. Juli 1979 im Sam Houston Coliseum durch TKO in der 12. Runde gegen Eusebio Pedroza. Nach vier weiteren Kämpfen, von denen er die letzten zwei verlor, beendete er im November 1981 seine Karriere. Zwei Comebackversuche in den Jahren 1986 und 1988 scheiterten.

### Sonstiges
Olivares betätigte sich nach seiner aktiven Karriere als Boxtrainer. Er lebt mit seiner Ehefrau in Mexiko-Stadt und ist Vater von sechs erwachsenen Kindern.